# Keizersbeek
De Keizersbeek is een beek die als Schaarsbeek bij Corle ontspringt en in Nederland door de Achterhoek stroomt en in de Aa-strang uitmondt.

## Stroomgebied en geografie
De beek wordt tussen 't Klooster en Bredevoort genoemd als Keizersbeek en kruist met de Boven-Slinge ten zuidwesten van Bredevoort. Zij ontspringt als Schaarsbeek bij Corle. Vervolgens stroomt zij bij 't Klooster langs het kloosterbos naar Bredevoort. 
De eerste twee kilometer stroomt de Keizerbeek vanaf de kruising parallel met de Boven-Slinge en gaat vanaf het Karpermeer in zuidwestelijke richting door het dorp Aalten tussen de buurtschappen Sinderen en De Heurne in de richting van Voorst om daar uit te monden in de Aa-strang. Een kilometer voor de monding mondt de Koningsbeek uit in de Keizersbeek.
De volledige kanalisatie, normalisatie en een onnatuurlijk peilbeheer zijn de belangrijkste ingrepen aan de Keizersbeek, die aangrijpen op de belangrijkste stuurvariabelen voor de ecologische ontwikkeling en heeft de natuur beïnvloed. Door het plaatsen van de stuwen zijn diverse plant- en vissoorten verdwenen. Ook het maaien van de oevers heeft een duidelijk effect gehad op de biodiversiteit.
Vanaf de Aa-strang is er in 2015 en in 2022 een fietspad aangelegd langs de Keizersbeek tot aan Sinderen, met een kilometer nieuwe knotwilgen.

## Gemeenten aan de rivier
- Oude IJsselstreek
- Aalten
- Winterswijk